# Mogorić
Mogorić falu Horvátországban Lika-Zengg megyében. Közigazgatásilag Gospićhoz tartozik.

## Fekvése
Gospićtól légvonalban 19 km-re, közúton 24 km-re délkeletre a Likai-mező délkeleti szélén, az A1-es autópályától 3 km-re északra a Jadova-patak partján fekszik. Délkeletről Donja- és Gornja Ploča, északnyugatról Pavlovac Vrebački határolja. Határának északi része a Likai-középhegységre nyúlik fel, déli részét a Likai-mező alkotja.

## Története
Mogorić a középkorban a Mogorović család birtoka volt. A Mogorović családról az első írásos likai forrás 1248-ból származik. A 15. században és 16. század elején Lika megye legnagyobb része a birtokukban volt a becslések szerint mintegy háromszáz adózó portával és ezerötszáz lakossal. A 11. és a 13. század között Zára vidékén éltek és a tatárjárás után telepedtek le a Velebitben és Likában. 1373-ban nevük Mogor alakban is előfordul. Mogorić a Jadova és Kovačica patakok folyása mentén alakult ki. A 15. században a Jadova és Kovačica patakok összefolyásánál a helyiek által Popovića gradinának nevezett helyen Nikola Mogorović építtette fel azt a várat, amely várispánság székhelye volt és Mercator térképén is szerepel. A török a környező várakhoz hasonlóan vélhetően ezt is 1527-ben foglalta el. 1577-ben megemlítik a török által elfoglalt várak között. Az akkori Mogorićtól nem messze feküdt a Zeba nevű település, amelyet a török megszállás előtti időben nem említenek, de vára Mercator térképén már szerepel. Valószínűleg a törökök építették. Zebán 1528 után a török megszállók szerbeket telepítettek le. Miután Lika területe felszabadult a török megszállás alól Mogorićon a vár körül letelepült muzulmán lakosság (eltérően más muzulmánok lakta településtől, melyek lakossága maradt és megkeresztelkedett) Boszniába menekült. A falu nem települt be rögtön a felszabadítás után, mivel 1696-ban Sebastijan Glavinić zenggi püspök vizitációja a falut még üresnek, várát pedig romosnak és elhagyottnak mondja. A határőrvidék 1701-es összeírása szerint már 66 család élt itt, akik az azt megelőző öt évben települtek ide. Ők három-négy család kivételével Knin, Obrovac, Benkovac, valamint a boszniai Grahovci és Petrovac vidékéről érkeztek. Legnagyobb részük az 1683 és 1699 között dúlt nagy osztrák-török háború során menekült Boszniából. 1857-ben 1437, 1910-ben 1677 lakosa volt. A trianoni békeszerződés előtt Lika-Korbava vármegye Gospići járásához tartozott. Ezt követően előbb a Szerb-Horvát-Szlovén Királyság, majd Jugoszlávia része lett. 1991-ben lakosságának 95 százaléka szerb nemzetiségű volt, akik a Krajinai Szerb Köztársasághoz csatlakoztak. A „Vihar” nevű hadművelet során 1995. augusztus 6-án a horvát hadsereg visszafoglalta a települést, melynek szerb lakói nagyrészt elmenekültek. A falunak 2011-ben 110 lakosa volt.

## Lakosság
| Lakosság változása | Lakosság változása | Lakosság változása | Lakosság változása | Lakosság változása | Lakosság változása | Lakosság változása | Lakosság változása | Lakosság változása | Lakosság változása | Lakosság változása | Lakosság változása | Lakosság változása | Lakosság változása | Lakosság változása | Lakosság változása |
| ------------------ | ------------------ | ------------------ | ------------------ | ------------------ | ------------------ | ------------------ | ------------------ | ------------------ | ------------------ | ------------------ | ------------------ | ------------------ | ------------------ | ------------------ | ------------------ |
| 1857               | 1869               | 1880               | 1890               | 1900               | 1910               | 1921               | 1931               | 1948               | 1953               | 1961               | 1971               | 1981               | 1991               | 2001               | 2011               |
| 1.437              | 1.509              | 1.489              | 1.709              | 1.724              | 1.677              | 1.769              | 1.740              | 1.230              | 1.096              | 940                | 764                | 562                | 383                | 93                 | 110                |

## Nevezetességei
- Mogorović vára a Jadova és Kovačica patakok összefolyásánál állt. Mivel a mai település közepén volt maradványai kitűnő építőanyag forrásul szolgáltak a helyi lakosság számára. A várra ma már csak a helyenként előbukkanó habarcsnyomok és egy nagyobb kőtömbökből épített, a sűrű növényzettől alig látható kőfalmaradvány emlékeztet. Jelentősebb maradványai nem maradtak.
- Az egykori vár nyugati lábánál, Popovići falucskában a Kovačica-patak jadovói torkolata közelében található a Crkvina nevű lelőhely, amelyet ma egy ortodox temető foglal el. Ez egy középkori templom és temető helye, amelyből ma már csak négy sírkő látható. A helyiek elbeszélése szerint a középkori templom anyagából építették fel Mogorić ortodox templomát, az új temetkezésekkel pedig a régi templom alapjait is kiásták. A középkori templomból csak egy fonatos épületdísz töredéke maradt, amelyet a mogorići ortodox templomba építettek be (mára már ez is elveszett), és a 10./11. századra datálható.[4]
- Szent Miklós tiszteletére szentelt szerb pravoszláv temploma 1766-ban épült. A falut ért 1942-es olasz bombatámadás a templomot sem kímélte, csak falrészei és tornya maradtak meg belőle. A maradványokat 1949-ben a kommunista hatóságok felrobbantották. A templom újjáépítése 2011-ben kezdődött. Parókiájához Buljnize, Krčevine és Milojevići falvak tartoznak.
- Zeba várának csekély maradványai.